# Stygnomma delicatulum
Stygnomma delicatulum is een hooiwagen uit de familie Stygnommatidae.